# The Vaccines
The Vaccines es una banda británica de indie rock formada en Londres el año 2010. La banda está compuesta por Justin Young en voz y guitarra (quien previamente trabajó bajo el nombre de Jay Jay Pistolet, tocando indie folk), Freddie Cowan en guitarra (hermano menor de Tom Cowan de The Horrors), el islandés Árni Hjörvar en bajo, Timothy Lanham en teclado, guitarra y Yoann Intonti en batería.

## Discografía

### Álbumes de estudio
- What Did You Expect from the Vaccines? (2011, Columbia Records)
- Come of Age (2012, Columbia Records)
- English Grafiti (2015, Columbia Records)
- Combat Sports (2018, Columbia Records)
- Back in love city (2021, Columbia Records)
- Pick-Up Full Of Pink Carnations (2024)

### Álbumes en directo
- Live from London, England (2011)
- Live from Brighton (2012)
- Live from Spotify SXSW (2015)

### Álbumes recopilatorios
- The Hits (2021)

### EP
- Please, Please Do Not Disturb (2012, Columbia Records)
- Melody Calling (2013, Columbia Records)
- Cosy Karaoke, Vol. 1 (2021, AWAL Recordings Ltd)
- Planet of the youth (2022, AWAL Recordings Ltd)

### Sencillos
- Wreckin' Bar (Ra Ra Ra) / Blow It Up (2010)
- Post Break-Up Sex (2011)
- If You Wanna (2011)
- All In White (2011)
- Nørgaard (2011)
- Wetsuit / Tiger Blood (2011)
- Why Should I Love You? (2012)
- No Hope (2012)
- Teenage Icon (2012)
- I Always Knew (2012)
- Bad Mood (2012)
- Melody Calling" (2013)
- Handsome (2015)
- Dream Lover (2015)
- Minimal Affection (2015)
- I Can't Quit (2018)
- Nightclub (2018)
- All My Friends Are Falling In Love (2018)
- Headphones Baby (2021)
- Back In Love City (2021)
- Alone Star (2021)
- El Paso (2021)
- Jump Off The Top (2021)

## Banda de rock
Apariciones en videojuegos:
- La canción "Wreckin' Bar (Ra Ra Ra)" en el videojuego FIFA 12 de EA Sports y Electronic Arts.
- La canción "Bad Mood" en el videojuego Need for Speed: Most Wanted (videojuego de 2012) de Criterion Games.

Apariciones en Series de televisión.
- La canción "Wreckin' Bar (Ra Ra Ra)" en la serie original de HBO® Girls Archivado el 8 de octubre de 2017 en Wayback Machine. y el primer episodio de la quinta temporada de "Skins".
- La canción "I Always Knew" en el final de segunda temporada de New girl.
- La canción “Wolf Pack” en el episodio 20 de la segunda temporada de The Vampire Diaries.

Apariciones en Películas:
- La canción "Wreckin' Bar (Ra Ra Ra)" en la película Love Bite 2012.

Aparición en Publicidad:
- La canción "If you Wanna" apareció en la publicidad veraniega de la cerveza española Estrella Damm, en el 2014.[3]